# منتخب البوسنة والهرسك تحت 18 سنة لكرة القدم
منتخب البوسنة والهرسك تحت 18 سنة لكرة القدم هو ممثل البوسنة والهرسك الرسمي في المنافسات الدولية في كرة القدم في فئة كرة قدم تحت 18 سنة للرجال، يديريه اتحاد البوسنة والهرسك لكرة القدم.